# Adrián Jaoude
Adrián Antoine Abou Jaoude (ur. 11 października 1981) – brazylijski zapaśnik walczący w stylu wolnym. Zajął szesnaste miejsce na mistrzostwach świata w 2006. Piąty na igrzyskach panamerykańskich w 2011. Zdobył brązowy medal mistrzostw panamerykańskich w 2008. Trzeci na igrzyskach Ameryki Południowej w 2006 i 2014. Mistrz Ameryki Płd. w 2009 roku.
Jego brat Antoine Jaoude był również zapaśnikiem.